# Provincia de Morropón
La provincia de Morropón es una de las ocho provincias que conforman el departamento de Piura en el norte del Perú. Limita por el norte con la provincia de Ayabaca, por el este con la provincia de Huancabamba, por el sur con el departamento de Lambayeque y por el oeste con la provincia de Piura.
Desde el punto de vista de la jerarquía de la Iglesia católica, forma parte de la diócesis de Chulucanas.

## Historia
La provincia peruana se encuentra ubicada en la parte occidental de los Andes piuranos. Fue creada como provincia por Ley n.º 8174, aprobada el 21 de enero de 1936 y promulgada el 31 de enero de 1936, en el gobierno del presidente Óscar R. Benavides.

## División administrativa
La provincia tiene una extensión de 3817,92 km² y se divide en 10 distritos:
| Pos   | Distrito                | Población (2020) |
| ----- | ----------------------- | ---------------- |
| 1     | Chulucanas              | 89 735           |
| 2     | Buenos Aires            | 10 211           |
| 3     | Chalaco                 | 7 746            |
| 4     | La Matanza              | 15 047           |
| 5     | Morropón                | 16 052           |
| 6     | Salitral                | 9 086            |
| 7     | San Juan de Bigote      | 6 710            |
| 8     | Santa Catalina de Mossa | 3 813            |
| 9     | Santo Domingo           | 6 029            |
| 10    | Yamango                 | 8 764            |
| Total | Total                   | 173 193          |

## Geografía
El territorio de la provincia se encuentra dividido en dos por el río Piura. También tiene varias lagunas, las que se ubican en la localidad de Cerro Negro, a 6 km del distrito de Chalaco, cerca del caserío de Inapampa, constituyendo, además, un mirador natural.

## Población
Esta provincia tiene una población aproximada de 165 000 habitantes.su población está muy diversificada, hay descendientes de españoles así como también descendientes de africanos y población indígena en menor grado.

## Cultura
Esta provincia es reconocida por cultivar el tondero, danza tradicional que perdura desde tiempos coloniales y que le dio el título de capital del tondero. De igual modo es muy popular la cerámica de Chulucanas, bícroma y de particular elegancia.

## Clima
Esta provincia se ubica al centro del departamento de Piura, siendo una tierra de contraste y fusión climática. Está salpicada por bosques tropicales de estilo seco-ecuatorial en sus partes llanas donde predomina el algarrobo. En partes altas 1500-2000 m se da paso a una suave selva alta y a faltas de variados valles serranos.
Su clima es de trópico-seco en las partes bajas. En el invierno, las temperaturas oscilan entre los 17 °C y los 27 °C. Los veranos son más húmedos y reciben fuertes temperaturas que pueden sobre pasar los 38 °C entre los meses de enero, febrero y marzo. En las valles altos ubicados entre 1500-2000 m, las temperaturas y el clima es más húmedo y tropical de estilo selva alta pero mantienen temperaturas menores en verano. 
Morropón es conocido por sus extraordinarios limones, para muchos los más jugosos del mundo; allí se ubican las limoneras más viejas de Sudamérica traídas por los españoles. El mango criollo del trópico seco también es un producto de exportación.

## Capital
La capital de la provincia es la ciudad de Chulucanas, reconocida como la capital de los ceramistas peruanos. Se halla a 60 km al este de la ciudad de Piura. Es la capital de los limones de chulucanas, y mangos de chulucanas.

## Autoridades

### Regionales
- Consejero regional
  - 2019-2022:[4] Víctor Manuel Chiroque Flores (Partido Democrático Somos Perú)

### Municipales
- 2019-2022[4]
  - Alcalde: Nelson Mío Reyes, del Partido Democrático Somos Perú.
  - Regidores:

  1. Edberg César Valladolid Bereche (Partido Democrático Somos Perú)
  2. Ana María Rubio de Otero (Partido Democrático Somos Perú)
  3. Edwin Alberto Baca Chunga (Partido Democrático Somos Perú)
  4. María Angélica Flores Arriola (Partido Democrático Somos Perú)
  5. Samuel Castillo Chávez (Partido Democrático Somos Perú)
  6. Gisela Jeanette Gutiérrez García (Partido Democrático Somos Perú)
  7. Gilmer Mario Oliva Jiménez (Partido Democrático Somos Perú)
  8. María del Socorro Rivas Gómez (Región para Todos)
  9. Jorge Luis Mezones Chávez (Región para Todos)
  10. Carmen Rosa Campos Mendoza (Movimiento Independiente Fuerza Regional)
  11. Waldir Wilfredo Bravo Arizola (Movimiento Regional Seguridad y Prosperidad)

### Policiales
- Comisario: Comandante PNP

## Festividades
- San Sebastián
- San Ramón
- Todos los Santos